# Массовое убийство в Виргинском политехническом институте

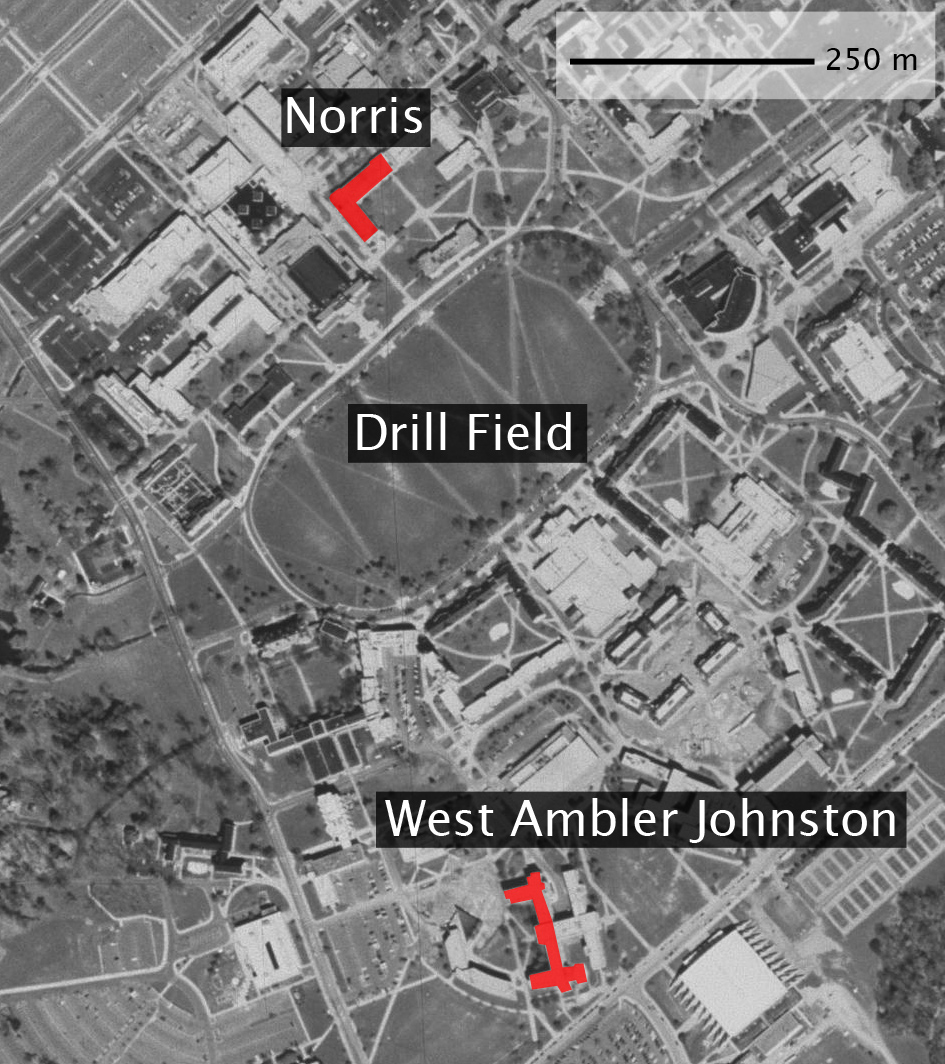
Кампус Виргинского политехнического института

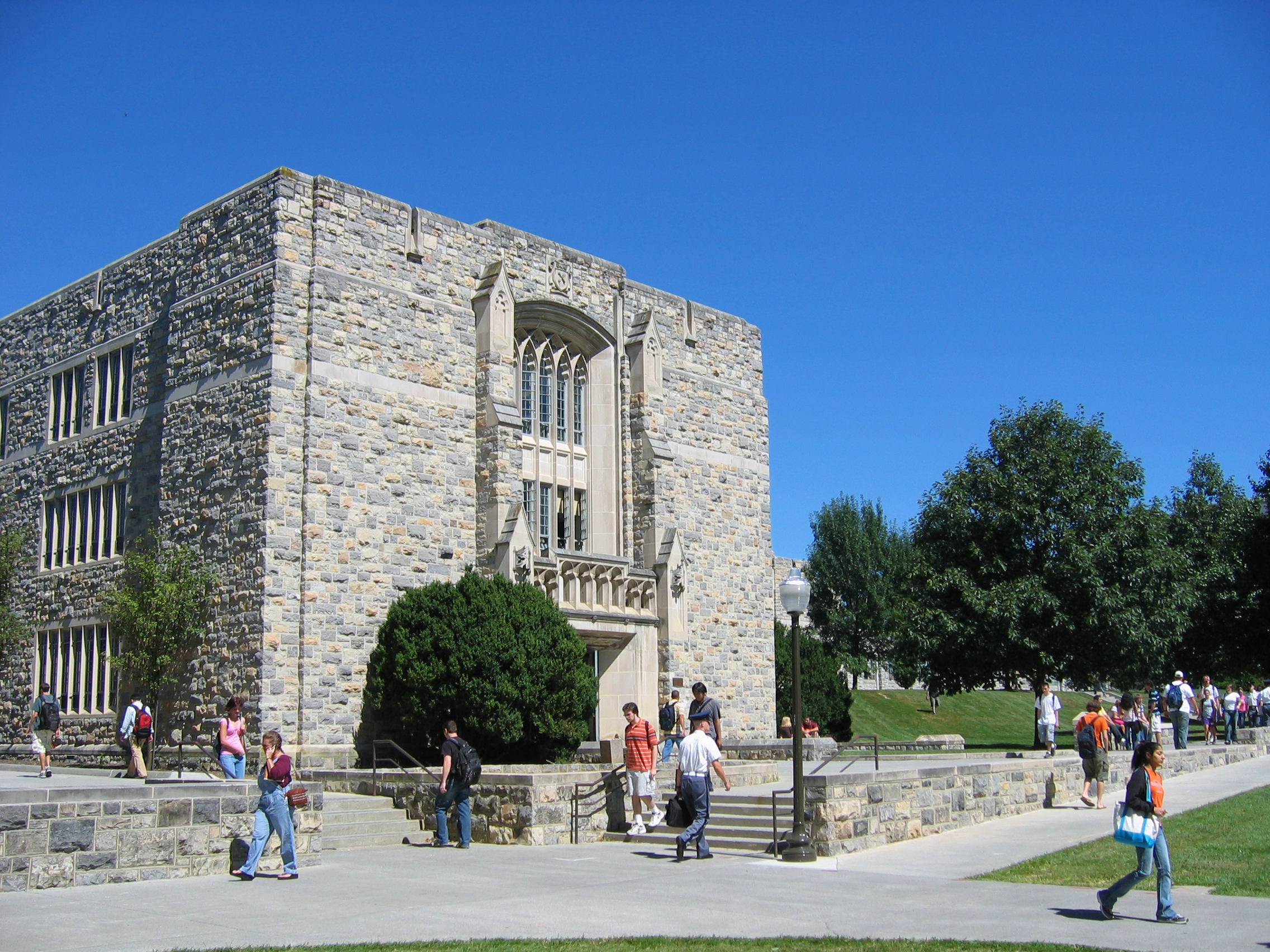
Одно из зданий кампуса Виргинского политехнического института

Массовое убийство в Виргинском политехническом институте (англ. Virginia Tech massacre) — события, произошедшие в городе Блэксберг, штат Виргиния, в Виргинском политехническом институте (университете штата) 16 апреля 2007 года. Бойня является вторым по количеству жертв массовым убийством в учебных заведениях США после взрывов в Бате.

## 16 апреля 2007

### Стрельба в общежитии
Около 6:45 Чо Сын Хи стоял у входа в общежитие «Уэст Амблер», где на тот момент находилось 895 студентов. Он вошёл внутрь, используя свою магнитную карту. Около 7:15 он, ворвавшись в комнату 19-летней Эмили Джейн Хилшер, смертельно её ранил. Находившийся рядом 22-летний Райан Кристофер «Стэк» Кларк попытался оказать помощь ещё живой Хилшер, но был убит на месте тремя выстрелами. Хилшер оставалась жива ещё около трёх часов после ранений, но с её семьёй связались только по факту наступления смерти. Она умерла по дороге в больницу.
После этого Чо вернулся в свою комнату, где снял окровавленные джинсы и белую майку и переоделся; затем он удалил все письма из своего почтового ящика в Интернете, написал предсмертную записку и записал видеописьмо. Позже он вытащил жёсткий диск своего компьютера. Около 8:10 Чо Сын Хи был замечен рядом с прудом; полицейские следователи подозревали, что преступник выбросил свой мобильный телефон и жёсткий диск в пруд, но водолазные команды, обыскав водоём, так и не смогли их найти. Через 1 час и 46 минут после первых выстрелов, в 9:01, Чо вошёл в почтовое отделение, где отправил пакет с DVD-диском, содержащим видеопослание, на канал NBC. Затем убийца двинулся в сторону учебного корпуса. С собой у него был рюкзак, в котором находились пистолеты Glock 19 и Walther P22, охотничий нож и молоток, а также 378 патронов, 12 десятизарядных и 7 пятнадцатизарядных магазинов.

### Стрельба в учебном корпусе
Около 9 часов 30 минут Чо Сын Хи вошёл в учебный корпус Виргинского политехнического института, запер основные двери цепью и оставил записку, в которой было сказано, что при попытке открыть дверь произойдёт взрыв. Через несколько минут один из профессоров нашёл записку и отнес её на третий этаж в администрацию, всего за несколько минут до начала стрельбы. В это время Чо Сын Хи ходил по аудиториям в поисках наиболее подходящей для начала атаки. Около 9:40 преступник вошёл в аудиторию 206, где проходила лекция профессора Г. В. Логанатана по инженерной гидрологии, и помимо него находилось 13 студентов. Чо Сын Хи не задумываясь открыл огонь из двух пистолетов по всем, находящимся внутри аудитории. Он убил профессора и 7 студентов, ранив ещё четырех, в том числе двух тяжело. Одному студенту из 206 аудитории удалось избежать ранений и притвориться мертвым.
Далее Чо вошёл в аудиторию 207, где шли занятия по немецкому языку, которые вёл Кристофер Джеймс «Джейми» Бишоп. Стрелок убил Бишопа и четырех студентов, а также ранил ещё шесть. Затем Чо попытался войти в аудиторию 204, но 76-летний Ливиу Либреску заблокировал дверь собой и не отпускал её до тех пор, пока 22 из 23 находившихся в помещении студентов не покинули аудиторию через окно. Сам Либреску получил пять ранений и погиб. Несмотря на усилия Либреску, одна студентка в его аудитории всё же была убита выстрелами через дверь, а двое других получили ранения, но сумели выжить.
Профессор Жоселин Кутур-Новак и студент Генри Ли были убиты в аудитории 211, когда попытались забаррикадировать дверь. Зайдя внутрь преступник подвергся нападению со стороны студента Мэттью Ла Порта, ранее проходившего службу в рядах ВВС США, тем не менее Ла Порту не удалось обезоружить стрелявшего, а сам он погиб от нескольких выстрелов в упор. Расправившись с Мэттью, Чо Сын Хи открыл шквальный огонь из двух рук по находившимся в аудитории студентам в результате чего погибли ещё девять студентов и пять получили ранения, ещё один студент как и в аудитории 206 смог притвориться мертвым и избежал ранений.
В то же самое время как преступник покинул аудиторию 211, профессор Кевин Граната, находившийся на третьем этаже, услышав подозрительные хлопки снизу (ранее он запер на ключ в аудитории 20 студентов) вместе с другим преподавателем по фамилии Уолли спустился на второй этаж узнать, что происходит. Убийца в этот момент как раз вышедший из 211 аудитории (находившейся напротив выхода на лестницу на 3 этаж) заметил профессоров на лестничной клетке и открыл по ним огонь, застрелив Кевина и ранив сопровождавшего его преподавателя, которому однако несмотря на ранение удалось убежать.
После этого Чо перезарядил оружие и направился назад в аудиторию 207; однако остававшиеся внутри люди уже забаррикадировались и начали оказывать первую помощь раненым. Не сумев проникнуть в помещение, Чо Сын Хи многократными выстрелами в дверь ранил двух студентов — Кейтлин Карни и Деррика О’Делла. Потом Чо зашёл в аудиторию 206, где тяжело раненый Валид Мохамед Шаалан пытался подняться на ноги, но Чо заметив это, выстрелил в него ещё раз, нанеся тем самым смертельное ранение. Полиция прибыла в 9:45, но не смогла войти в здание. Тем временем преступник находящийся  в аудитории 206, где добил выстрелом в голову также ранее получившего ранение Партахи Мамора Халомоан Лумбатуорана, и выстрелил в Гульермо Колмана, но промахнулся. После этого Чо покинул аудиторию и попытался зайти в аудиторию 205, но дверь была заблокирована столом. Преступник выстрелил несколько раз в дверь, но ни в кого не попал.
Около 9:50 стрелявший направился к аудитории 211, приблизительно в это же время сотрудники полиции проникли в учебный корпус через окно на 3 этаже, почти одновременно с этим, они услышали крики раненой студентки Эмели Хаас, находившейся в 211 аудитории, о том, что преступник движется в ее направлении, практически сразу же после этого, около 9:51, услышав приближение спускающихся по лестнице с третьего этажа полицейских, Чо Сын Хи выстрелил себе в висок из пистолета Glock 19 всего в нескольких метрах от входа в 211 аудиторию.

## Последствия
Стрельба продолжалась 11 минут. Всего погибли 27 студентов (13 девушек и 14 парней), 5 сотрудников университета (4 мужчины и 1 женщина), и сам нападавший и 25 человек получили ранения, некоторые из них — тяжелые. Огнестрельные ранения были у 16 студентов и 1 сотрудника кампуса, остальные 8 человек получили травмы и переломы в результате прыжков из окон. Чо Сын Хи успел сделать 175 выстрелов, и ещё 203 неиспользованных патрона были найдены при обыске его тела и в магазинах пистолетов.
До убийств Чо Сын Хи привлекал внимание преподавателей университета своими жестокими сочинениями.
18 апреля 2007 года на телеканал NBC поступило видеописьмо, которое Чо Сын Хи отослал в промежутке между расстрелами в общежитии и учебном корпусе.

## Реакция официальных лиц

Чо Сын Хи

Президент США Джордж Буш принёс соболезнования близким убитых. Чуть позже, когда было установлено гражданство убийцы, президент Южной Кореи Но Му Хен заявил, что «шокирован беспрецедентностью произошедшего».
Посольство Южной Кореи распространило официальное заявление:

«От имени всех граждан Южной Кореи Президент выражает глубокое сожаление и поддерживает скорбящие семьи, президента США Джорджа Буша и всех американцев»

## Жертвы
| Имя                                                                               | Возраст     | Дополнительные сведения | Место гибели                                                     |
| В общежитии                                                                       | В общежитии | В общежитии | В общежитии                                                      |
| --------------------------------------------------------------------------------- | ----------- | --- | ---------------------------------------------------------------- |
| Эмили Джейн Хилшер (англ. Emily Jane Hilscher)                                    | 19 лет      | Студентка первого курса факультета наук о домашних животных. Первоначально её посчитали подругой Чо Сын Хи, однако соседка Хилшер по комнате в общежитии отрицала наличие каких-либо отношений между Хилшер и убийцей. | Ранена в общежитии. Умерла от ран по дороге в больницу.          |
| Райан Кристофер «Стэк» Кларк (англ. Ryan Christopher «Stack» Clark)               | 22 года     | Родом из города Мартинес (штат Джорджия). Студент последнего курса | Убит в общежитии при попытке оказать первую помощь Хилшер        |
| В учебном корпусе                                                                 |             | |                                                                  |
| Г. В. Логанатан (Гобичеттипалаям Васудеван Логанатан) (G. V. Loganathan),         | 53 года     | Профессор факультета гражданского строительства и охраны окружающей среды из штата Тамилнад (Индия) | Убит в аудитории 206                                             |
| Брайан Блум (англ. Brian Bluhm)                                                   | 25 лет      | Родом из города Сидар-Рапидз (штат Айова). Студент магистратуры факультета гражданского строительства. | Убит в аудитории 206                                             |
| Мэттью Грегори Гуолтни (англ. Matthew Gregory Gwaltney)                           | 24 года     | Родом из города Честер (штат Виргиния). Студент магистратуры факультета охраны окружающей среды. | Убит в аудитории 206                                             |
| Партахи Мамора Халомоан Лумбанторуан (англ. Partahi Mamora Halomoan Lumbantoruan) | 34 года     | Родом из города Медан (Индонезия). Аспирант факультета гражданского строительства. | Убит в аудитории 206                                             |
| Джарретт Лейн (англ. Jarrett Lane),                                               | 22 года     | Родом из города Нерроуз (штат Виргиния). Студент четвёртого курса факультета гражданского строительства.. | Убит в аудитории 206                                             |
| Дэниел Патрик О’Нил (англ. Daniel Patrick O’Neil)                                 | 23 года     | Родом из города Линкольн (штат Род-Айленд). Студент магистратуры факультета охраны окружающей среды. | Убит в аудитории 206                                             |
| Хуан Рамон Ортис (англ. Juan Ramón Ortiz)                                         | 26 лет      | Родом из города Баямон (Пуэрто-Рико). Студент магистратуры факультета гражданского строительства. | Убит в аудитории 206                                             |
| Джулия Прайд (англ. Julia Pryde)                                                  | 23 года     | Родом из города Мидлтаун (штат Нью-Джерси). Студентка магистратуры факультета биологического системного проектирования                                                                                                 | Убита в аудитории 206                                            |
| Валид Мохамед Шаалан (англ. Waleed Mohamed Shaalan)                               | 32 года     | Родом из города Загазиг (Египет). Аспирант факультета гражданского строительства | Убит в аудитории 206                                             |
| Джеремми Хербстритт (англ. Jeremy Herbstritt)                                     | 27 лет      | Родом из города Белефорд (штат Пенсильвания). Студент магистратуры факультета гражданского строительства | Убит в аудитории 206                                             |
|                                                                                   |             | |                                                                  |
| Кристофер Джеймс «Джейми» Бишоп (Christopher James «Jamie» Bishop)                | 35 лет      | Преподаватель факультета иностранных языков и литературы | Убит в аудитории 207                                             |
| Лорен Эшли Маккейн (англ. Lauren Ashley McCain)                                   | 20 лет      | Родом из города Хэмптон (штат Виргиния). Студентка первого курса факультета международных отношений. | Убита в аудитории 207                                            |
| Майкл Стивен Пул-младший (англ. Michael Steven Pohle Jr.)                         | 23 года     | Родом из города Флемингтон (штат Нью-Джерси). Студент четвёртого курса факультета биологических наук | Убит в аудитории 207                                             |
| Максин Шелли Тёрнер (англ. Maxine Shelley Turner)                                 | 22 года     | Родом из Великобритании. Студентка четвёртого курса факультета химического машиностроения | Убита в аудитории 207                                            |
| Николь Реджина Уайт (англ. Nicole Regina White)                                   | 20 лет      | Родом из города Нерроуз (штат Виргиния). Студентка третьего курса факультета международных отношений и политики | Убита в аудитории 207                                            |
|                                                                                   |             | |                                                                  |
| Ливиу Либреску (англ. Liviu Librescu)                                             | 76 лет      | Профессор факультета технических наук и механики, еврей, переживший Холокост. | Убит через дверь в аудитории 204                                 |
| Минал Хиралал Панчал (англ. Minal Hiralal Panchal)                                | 26 лет      | Родом из города Мумбаи (Индия). Студентка магистратуры факультета архитектуры. | Убита через дверь в аудитории 204                                |
|                                                                                   |             | |                                                                  |
| Жоселин Кутур-Новак (Jocelyn Couture-Nowak)                                       | 49 лет      | Преподаватель факультета иностранных языков. Преподаватель французского языка из города Монреаль (Квебек, Канада). | Убита в аудитории 211                                            |
| Генри Ли (Хень Ли) (англ. Henry Lee) (Henh Ly)                                    | 20 лет      | Родом из города Куангнинь, Вьетнам, но проживает в Роанок (штат Виргиния). Студент первого курса факультета вычислительной техники.                                                                                    | Убит в аудитории 211                                             |
| Даниэль Перес Куэва (англ. Daniel Pérez Cueva)                                    | 21 год      | Родом из города Лима (Перу). Студент третьего курса факультета международных отношений | Убит в аудитории 211                                             |
| Мэттью Джозеф Ла Порт (англ. Matthew Joseph La Porte)                             | 20 лет      | Родом из города Дюмон (штат Нью-Джерси). Студент второго курса факультета политических наук. Пытался обезвредить нападавшего.                                                                                          | Убит в аудитории 211                                             |
| Росс Абдалла Аламеддин (англ. Ross Abdallah Alameddin)                            | 20 лет      | Родом из города Сагас (штат Массачусетс). Студент второго курса факультета английского языка и бизнеса. | Убит в аудитории 211                                             |
| Остин Клойд (англ. Austin Cloyd)                                                  | 18 лет      | Студентка первого курса факультета международных отношений и французского языка. | Убита в аудитории 211                                            |
| Эрин Питерсон (англ. Erin Peterson)                                               | 18 лет      | Родом из города Сентрвилл (округ Фэйрфакс, штат Виргиния). Студентка первого курса факультета междисциплинарных знаний                                                                                                 | Убита в аудитории 211                                            |
| Мэри Карен Рейд (англ. Mary Karen Read)                                           | 19 лет      | Родом из города Аннандел (штат Виргиния), но родилась в Сеуле, Республика Корея. Студентка первого курса факультета наук о домашних животных.                                                                          | Убита в аудитории 211                                            |
| Рима Джозеф Самаха (англ. Reema Joseph Samaha)                                    | 18 лет      | Родом из города Сентрвилл (штат Виргиния). Студентка первого курса факультета городского планирования. | Убита в аудитории 211                                            |
| Лесли Джеральдин Шерман (англ. Leslie Geraldine Sherman)                          | 20 лет      | Родом из города Спрингфилд (Виргиния). Студентка третьего курса факультета истории и международных отношений. | Убита в аудитории 211                                            |
| Кэтлин Миллар Хаммарин (англ. Caitlin Millar Hammaren)                            | 19 лет      | Родом из города Минисинк (штат Нью-Йорк) | Убита в аудитории 211                                            |
| Рэйчел Элизабет Хилл (англ. Rachael Elizabeth Hill)                               | 19 лет      | Родом из города Ричмонд (Виргиния). Студентка первого курса факультета биологических наук. | Убита в аудитории 211                                            |
|                                                                                   |             | |                                                                  |
| Кевин Граната (Kevin Granata),                                                    | 45 лет      | Профессор факультета технических наук и механики. | Убит на лестничной площадке между 2 и 3 этажами учебного корпуса |
| Нападавший                                                                        |             | |                                                                  |
| Чо Сын Хи (англ. Seung-hui Cho)                                                   | 23 года     | Родом из города Асанн (Республика Корея). Студент последнего курса факультета английского языка и международных отношений. Нападавший                                                                                  | Покончил с собой у входа в аудиторию 211                         |